# Nahuel Arroyo
Nahuel Arroyo Mazorra (Santa Cristina de Aro, Gerona, 26 de marzo de 1995), conocido como Nahuel Arroyo,  es un futbolista español. Juega de centrocampista y pertenece al C. F. Talavera de la Reina de la Segunda Federación.

## Trayectoria
Se formó en las categorías inferiores del Girona Fútbol Club, iniciando su carrera en su filial. Después pasó por el Palamós C. F., la Unió Atlètica d'Horta y la U. E. Llagostera.
El 5 de agosto de 2020 firmó con el Albacete Balompié por tres temporadas. Sin embargo, el 1 de febrero de 2021 se marchó al Córdoba C. F. Al acabar la campaña rescindió su contrato y fichó por la Cultural Leonesa por dos campañas con opción a una tercera.
El 8 de agosto de 2022 rescindió su contrato con el conjunto leonés y, antes de acabar el mes, regresó al fútbol catalán para jugar en la U. E. Cornellà. Allí estuvo una temporada antes de seguir su carrera en el San Fernando C. D. y el C. F. Talavera de la Reina.

## Clubes
| Club                       | País   | Año       |
| -------------------------- | ------ | --------- |
| Girona F. C. "B"           | España | 2014-2017 |
| Palamós C. F.              | España | 2017-2018 |
| U. A. Horta                | España | 2018-2019 |
| U. E. Llagostera           | España | 2019-2020 |
| Albacete Balompié          | España | 2020-2021 |
| Córdoba C. F.              | España | 2021      |
| Cultural Leonesa           | España | 2021-2022 |
| U. E. Cornellà             | España | 2022-2023 |
| San Fernando C. D.         | España | 2023-2024 |
| C. F. Talavera de la Reina | España | 2024-     |